# بيتر موريسون
بيتر موريسون (بالإنجليزية: Peter Morrison)‏ (29 يونيو 1980 بمانشستر في المملكة المتحدة - ) هو لاعب كرة قدم بريطاني في مركز الوسط. لعب مع بولتون واندررز وسكونثورب يونايتد.

## وصلات خارجية
- بيتر موريسون على موقع قاعدة بيانات كرة القدم.إي يو (الإنجليزية)
- بيتر موريسون على موقع Soccerbase.com (لاعب) (الإنجليزية)